# Francis Church
Francis Pharcellus Church (22. února 1839, Rochester – 11. dubna 1906, New York) byl americký vydavatel a novinář.
Francis P. Church se narodil 22. února 1839 v Rochesteru. Jeho otec, Pharcellus Church byl baptistický duchovní a novinář, který založil „The New York Chronicle“.
Francis v roce 1859 absolvoval Columbia College v New Yorku. V době občanské války byl válečným zpravodajem „The New York Times“. Se svým bratrem Williamem C. Churchem založil v roce 1863 vojenský časopis „Army and Navy Journal“ a magazín „Galaxy“. Bratr William kromě toho vlastnil vlivný a populární deník „The Sun“, do kterého Francis přispíval pravidelnými fejetony a komentáři.
Dne 20. září 1897 obdržela redakce dopis osmileté Virginie O’Hanlonové následujícího znění:
Vážený vydavateli.
Je mi osm let. Někteří mí kamarádi říkají, že žádný Santa Claus neexistuje. Můj táta říká, že to, co napíše Sun, je pravda. Prosím, řekněte mi pravdu, existuje Santa Claus?
Do Vánoc bylo sice daleko, ale protože se nic zvláštního nedělo, vyšla na druhý den v novinách odpověď, kterou napsal Francis Church a která se stala pro svou poezii a hlubokou pravdivost legendou, která alespoň pro tento okamžik povýšila novinářské řemeslo na umění. Dodnes je každoročně ve vánoční době otiskována v novinách a časopisech celého světa.
Milá Virginie,
Tvoji malí přátelé nemají pravdu. Věří pouze tomu, co sami vidí; věří, že nemůže existovat nic, co nemohou postihnout svým malým rozumem. Všechen lidský duch je malý, ať náleží dospělému, nebo dítěti. Ve vesmíru se ztrácí jako maličký hmyz. Takový mravenčí rozum nepostačuje, abychom postihli a pochopili celou pravdu.
Ano, Virginie, Santa Claus existuje. Existuje stejně jistě jako láska, velkorysost a věrnost. Jelikož toto vše existuje, může náš život být krásný a plný jasu. Jak ponurý by byl svět bez Santy Clause! To bychom neměli ani Virginii, ani víru, ani poezii – nic z toho, co život činí snesitelným. Zůstal by jen třepotavý zbytek viditelné krásy. Avšak světlo dětství, které prozařuje svět, by muselo uhasnout. Santa Claus existuje, protože jinak bys nemohla věřit ani svým pohádkám. Jistě, mohla bys požádat tatínka, aby na Štědrý večer vyslal lidi, kteří by Santu Clause chytili. Ale žádný z nich by ho nespatřil. Co by to dokázalo? Žádný člověk ho nevidí jen tak. To nedokazuje vůbec nic.
Nejdůležitější věci zůstávají mnohdy skryty našim zrakům. Například víly, které tančí v měsíčním svitu na paloučku. A přesto existují. Cokoliv vidíš, nikdy nespatříš všechno. Můžeš rozlomit kaleidoskop a hledat nejkrásnější barevné útvary. Najdeš pár pestrých střepin, nic víc. Proč? Protože skutečný svět je zahalen závojem, který ani žádné násilí nedokáže protrhnout. Poodhrnout ten závoj může pouze víra a poezie a láska. Potom najednou spatříme všechnu krásu a nádheru za ním. Je to také pravda?, zeptáš se asi. Ano, Virginie, je, a nic na tomto světě není pravdivější a trvalejší. Santa Claus žije, a bude žít věčně. Ještě tu bude za desetkrát deset tisíc let, aby potěšil děti, jako jsi Ty a naplnil radostí každé otevřené srdce.
Veselé Vánoce, Virginie, Ti přeje
Tvůj Francis Church
Francis Church zemřel v New Yorku ve stáří 67 let a je pohřben na hřbitově ve Sleepy Hollow.
Virginia získala roku 1910 na Hunter College titul Bachelor of Arts a o rok později titul Master of Arts na Columbia College jako Francis. Byla učitelkou a později ředitelkou školy v New Yorku. Zemřela 13. května 1971 ve věku 81 let.